# Rezerwat przyrody Cisy w Serednicy
Cisy w Serednicy – rezerwat przyrody znajdujący się na terenie wsi Wola Romanowa w gminie Ustrzyki Dolne w województwie podkarpackim.
numer według rejestru wojewódzkiego – 82
powierzchnia  – 14,29 ha (akt powołujący podawał 14,48 ha)
dokument powołujący – Dz. Urz. Woj. Podkarpackiego 02.2.6
- rodzaj rezerwatu – florystyczny[2]

- typ rezerwatu – florystyczny

- podtyp rezerwatu – krzewów i drzew

- typ ekosystemu – leśny i borowy

- podtyp ekosystemu – lasów górskich i podgórskich

przedmiot ochrony (według aktu powołującego) – stanowisko cisa pospolitego.
Rezerwat znajduje się na terenie Parku Krajobrazowego Gór Słonnych.